# 컴퓨터 산업
컴퓨터 산업( -産業, computer industry)은 컴퓨터 소프트웨어 개발, 컴퓨터 하드웨어 설계, 컴퓨터 네트워킹 인프라, 컴퓨터 부품 제조, 정보통신기술 서비스 제공을 수반하는 전반적인 사업 분야를 서술하기 위해 쓰이는 총체적 용어이다.

## 같이 보기
- OEM 생산
- 소프트웨어 개발자